# Carlos Mendy
Reclus Isasmendi Borges, onegut artísticament com Carlos Mendy (Montevideo, 1929- Espanya 2002) era un actor uruguaià establert a Espanya.

## Biografia
Sent encara molt jove s'instal·la a l'Argentina, país en el qual fa els seus primers passos com a actor i en el qual participa en el film Somos todos inquilinos (1954). El 1955 es trasllada a Espanya, on fixa definitivament la seva residència i desenvolupa la seva carrera artística.
Debuta al cinema el 1955 amb la versió del clàssic de Shakespeare La fierecilla domada, protagonitzada per Carmen Sevilla. Seria el primer d'una gairebé cinquantena de títols al llarg de quatre dècades, gairebé sempre en papers de repartiment. En la seva filmografia s'inclouen títols com La cárcel de cristal (1957), de Julio Coll; El asalto (1960) de Kurt Land; María, matrícula de Bilbao (1960), de Ladislao Vajda; Gaudí (1960) dirigida per Josep Maria Argemí, on interpreta l'arquitecte català Gaudí, Currito de la Cruz (1965), de Rafael Gil; Sor Citroën (1967), de Pedro Lazaga; o Los chicos del Preu (1967), també de Lazaga.
Tanmateix serà a través de la televisió com a abast major popularitat. Present en desenes d'espais dramàtics de TVE des de mitjan anys seixanta, intervé entre altres Historias para no dormir (1967); Pablo y Virginia (1968), que protagonitza amb Conchita Montes; Novela, Sospecha, Teatro de siempre i Hora once.
Amb posterioritat ha actuat com a actor de veu en algun serial radiofònic, com La saga de los Porretas (1976-1988), on interpretava a Do Hermógenes, el president del casino El Buen Jubilado.
En teatre destaquen les seves participacions a La guerra empieza en Cuba (1955), ¿De acuerdo, Susana? (1955), Una muchachita de Valladolid (1957), Las señoras primero (1959), Casa de muñecas (1961), Aurelia y sus hombres (1961), Vamos a contar mentiras (1962), The Caretaker (1962) de Harold Pinter, Don Juan Tenorio (1974), El lindo don Diego (1980), Luces de bohemia (1984), La gran pirueta (1986), Miau (1987), Porfiar hasta morir (1989), El principe constante (1990) o La Gran Sultana (1992), amb Silvia Marsó.

## Teatre (selecció)
- La guerra empieza en Cuba (1955), de Victor Ruiz Iriarte.
- Buenas noches Patricia (1957), d'Aldo de Benedetti.
- Lo siento señor García (1957), d'Alfonso Paso.
- Un marido es algo (1957), de Juan Vasazary i Joaquín Pérez Madrigal.
- Una muchachita de Valladolid (1957), de Joaquín Calvo Sotelo.
- Esta noche es la víspera (1959), de Víctor Ruiz Iriarte.
- Vuelve, pequeña Sheba (1959), de William Inge.
- El portero (1960), de Harold Pinter.
- Casa de muñecas (1961), d'Ibsen.
- Don Juan Tenorio (1961), de José Zorrilla.
- Aurelia y sus hombres (1961), de Alfonso Paso.
- El cardo y la malva (1961), de Alfonso Paso.
- La embustera (1961), de Diego Fabbri.
- El portero (1962), de Harold Pinter.
- Moliendo café (1962), de Michel Durand.
- Vamos a contar mentiras (1962), de Alfonso Paso.
- El segundo disparo (1965), de Robert Thomas.
- Todo en el jardín  (1970), d'Edward Albee

## Premis
- Premis del Sindicat Nacional de l'Espectacle de 1975: premi al millor actor secundari pel seu paper a La Carmen.[4]